# Orthodoxe Kirche vom Berg Sinai

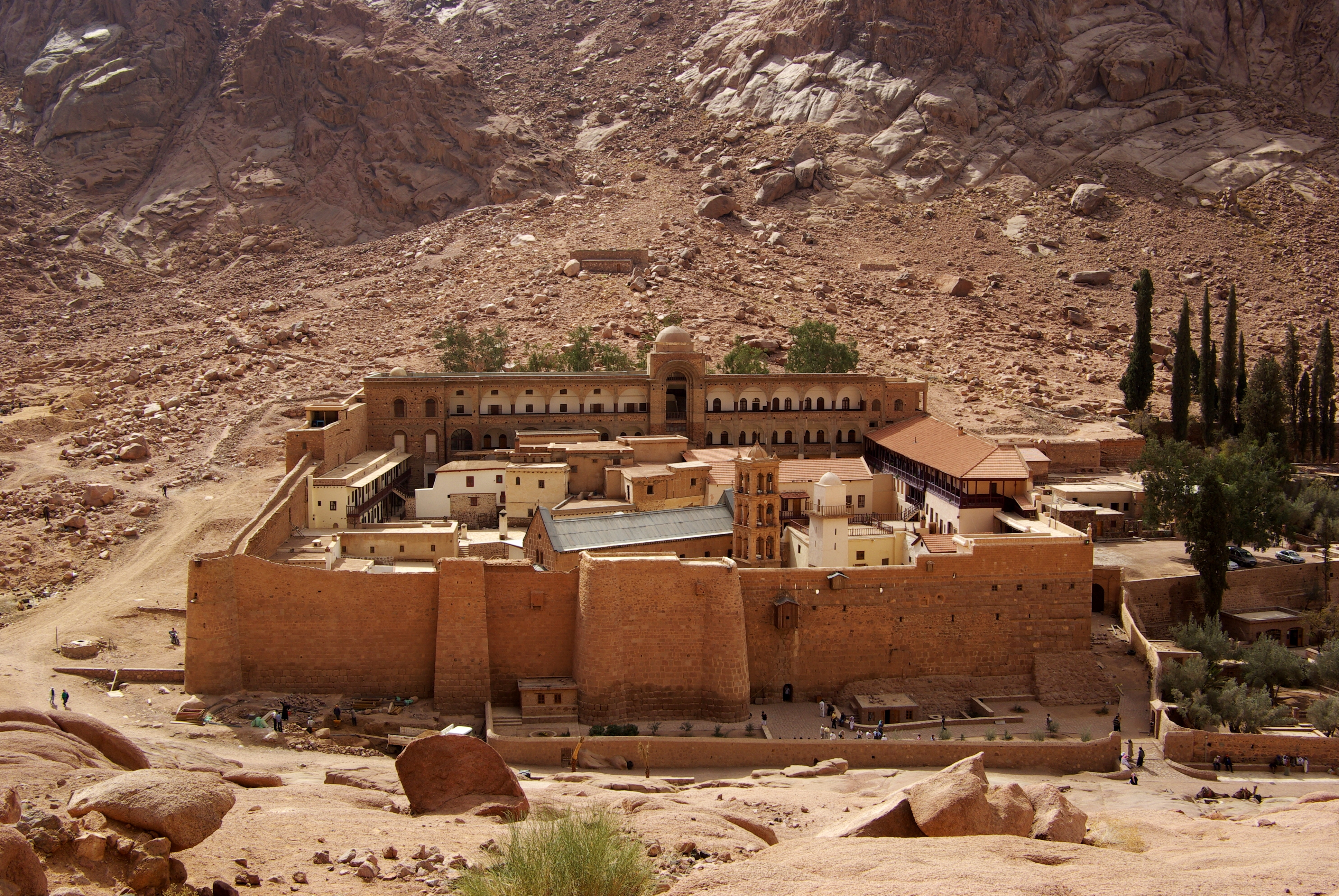
Das Katharinenkloster, Herzstück der orthodoxen Kirche vom Berg Sinai

Die Orthodoxe Kirche vom Berg Sinai (griechisch Εκκλησία του Όρους Σινά Ekklisía tou Órous Siná) ist als Erzbistum Sinai, Pharan und Raithu eine autonome orthodoxe Kirche. Sie umfasst das Katharinenkloster mit den dort verehrten Reliquien der Heiligen Katharina von Alexandrien auf der Sinai-Halbinsel.
Sie war einst vom Patriarchat von Jerusalem abhängig. Im Jahr 1575 erlangte sie ihre Autonomie unter dem Patriarchat von Jerusalem, deren Patriarch auch heute noch den Abt-Erzbischof des Sinaiklosters weiht. Die Kirche genießt dem Ökumenischen Patriarchen zufolge das einzigartige Vorrecht, völlig frei von allen und jedem zu sein, außerdem sei sie autokephal:

„Diese Selbständigkeit wird von manchen orthodoxen Kirchen als ‚autokephal‘, von anderen als ‚autonom‘ bezeichnet. Man spricht am besten von einer Ehrenautonomie, da zu dieser ‚Kirche‘ nur etwa 100 Seelen des Katharinenklosters und kleiner umliegender Siedlungen sowie Metochien (kleine Klosterfilialen) in Kairo, Istanbul, auf Zypern und im Libanon gehören. Wie seine Vorgänger seit dem 18. Jahrhundert, residiert der heutige Erzbischof von Sinai, Faran und Reithun, Damianós (Samartsis, seit 1973), zumeist in Kairo.“

Der heutige Erzbischof von Sinai, Pharan und Raithu, Damian, hat seinen Sitz in Kairo.

## Erzbischöfe von Sinai
- um 592 Johannes Klimakos
- um 982–1002 Solomon[5]
- um 1091 Ioannes
- um 1202/3 Symeon
- um 1223/4 Makarios
- um 1227/8 Germanos
- um 1238/9 Theodosios
- um 1257/8 Symeon
- um 1264/65 Ioannes
- um 1285–1295 Arsenios[6]
- um 1306 Ioannes[7]
- † 16. Aug. 1336 Germanos[8]
- um 1357/8 Markos
- 1567–1583 Eugenios
- 1583–1592 Anastasios
- 1592–1617 Laurentios
- 1617–1661 Ioasaph ho Rhodios
- 1661 Nektarios
- 1661–1671 Ananias Byzantios
- Sep./Okt. 1671 – Feb./März 1702  Ioannikios I. Peloponnesios († 1703)
- Sep./Okt. 1702 – 13. Feb. 1706  Kosmas Byzantios (16. Jahrhundert – 1736)
- 7. Mai 1707 – 1720 Athanasios I. († 1720)
- Okt. 1720 – 1727  Ioannikios II. († 1727)
- Okt. 1729 – 1747  Nikephoros Marthales († nach 1747)
- April 1748 – 1758  Konstantios I. († 1758)
- Okt. 1759 – 23. Jan. 1790  Kyrillos I. (ca. 1700–1790)
- Sept. 1794 – Juni/Juli 1797  Dorotheos II. Byzantios († 1797)
- Juni/Juli 1802 – 17. Jan. 1859  Konstantios II. Byzantios (1770–1859)
- 19. Jan. 1859 – 5. Sep. 1867  Kyrillos II. († 1882)
- 2. Feb. 1867 – 21. Apr. 1885  Kallistratos (1818–1885)
- 21. Aug. 1885 – 20. Apr. 1904  Porphyrios I. (1838–1909)
- 7. Mai 1904 – 14. Juli 1926  Porphyrios II. Logothetos (1859–1926)
- 11. Aug. 1926 – 24. Nov. 1968  Porphyrios III. Paulinou (1878–1968)
- 4. Jan. 1969 – 11. Sept. 1973  Gregorios II. Maniatopoulos (1912–1973)
- 10. Dez. 1973 –  aktuell Damianos Samartzes (* 1935)

Quelle: 